# Zu den Aposteln (Valašské Meziříčí)

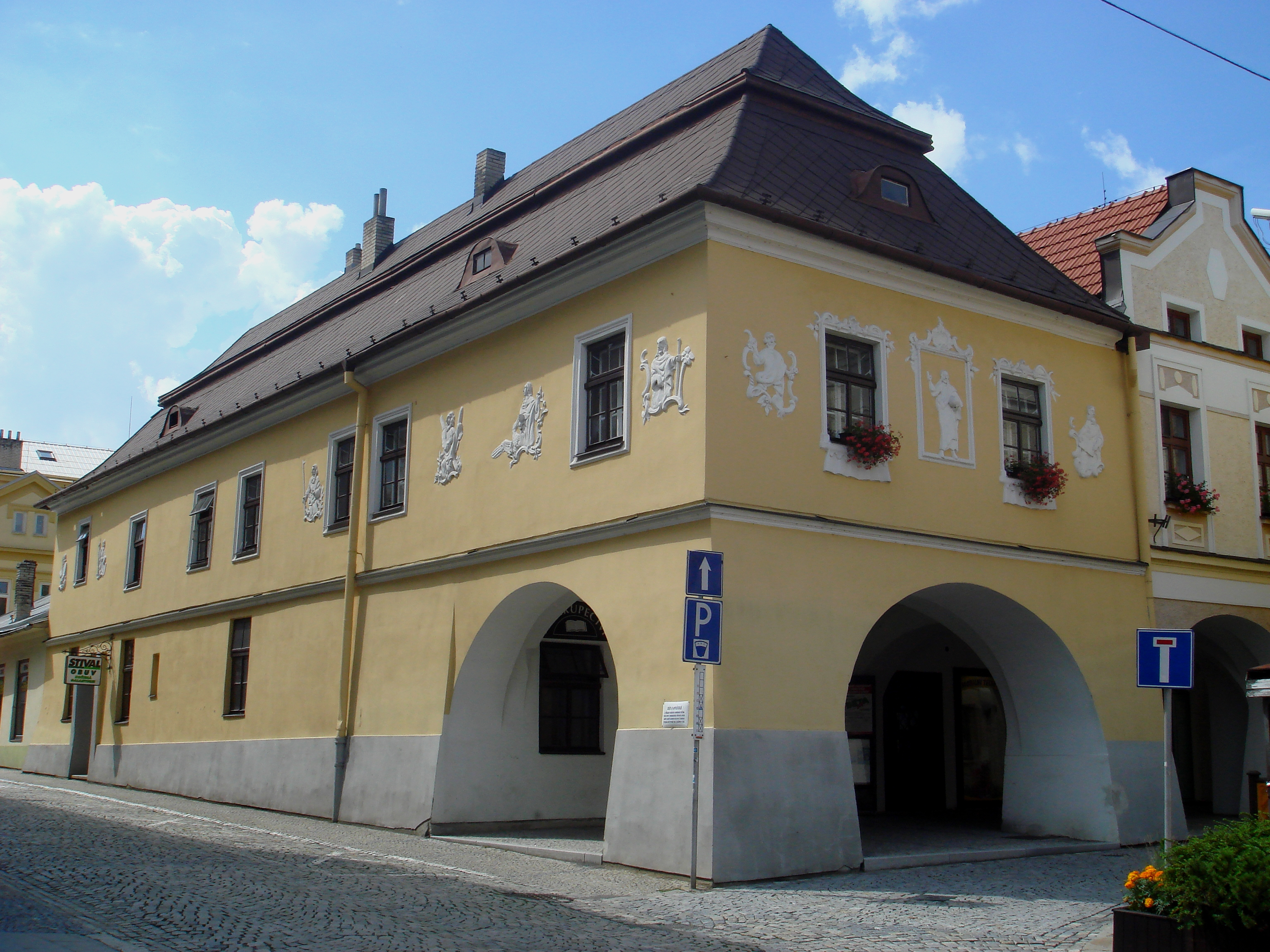
Haus Zu den Aposteln in Valašské Meziříčí

Das Haus Zu den Aposteln in Valašské Meziříčí (deutsch Walachisch Meseritsch), einer Stadt der Mährischen Walachei im Okres Vsetín in Tschechien, wurde 1598 errichtet. Das Wohnhaus ist seit 1988 ein geschütztes Kulturdenkmal. An der Fassade sind in Stuck Reliefs mit der Darstellung von Heiligen aus der zweiten Hälfte des 18. Jahrhunderts zu sehen. 